# 1732
| 1732               |
| ------------------ |
| Dødsfald - Fødsler |
| • Begivenheder     |

| Gregoriansk kalender | 1732 MDCCXXXII          |
| Ab urbe condita      | 2485                    |
| Armensk kalender     | 1181 ԹՎ ՌՃՁԱ            |
| Kinesiske kalender   | 4428 – 4429 辛亥 – 壬子 |
| Etiopisk kalender    | 1724 – 1725             |
| Jødisk kalender      | 5492 – 5493             |
| Hindukalendere       |                         |
| - Vikram Samvat      | 1787 – 1788             |
| - Shaka Samvat       | 1654 – 1655             |
| - Kali Yuga          | 4833 – 4834             |
| Iransk kalender      | 1110 – 1111             |
| Islamisk kalender    | 1145 – 1146             |

Konge i Danmark: Christian 6. 1730-1746
Se også 1732 (tal)

## Begivenheder
- Genopbygningen af Bispegården i København afsluttes
- 7. december - det oprindelige Covent Garden Opera House åbner

## Født
- 22. februar George Washington, amerikansk plantageejer, øverstbefalende for koloniernes tropper under den nordamerikanske frihedskrig, USA's første præsident (død 1799).
- 31. marts Joseph Haydn, østrigsk komponist (død 1809).
- 6. december – Warren Hastings, tidl. britisk generalguvernør i Indien (død 1818).

## Dødsfald
- Torkel Baden,  dansk rektor (født 1668)